# Friedrich Mauthe
Friedrich Mauthe (* 2. Juni 1822 in Schwenningen; † 2. Februar 1884) war ein deutscher Unternehmer und Uhrenfabrikant.

## Leben

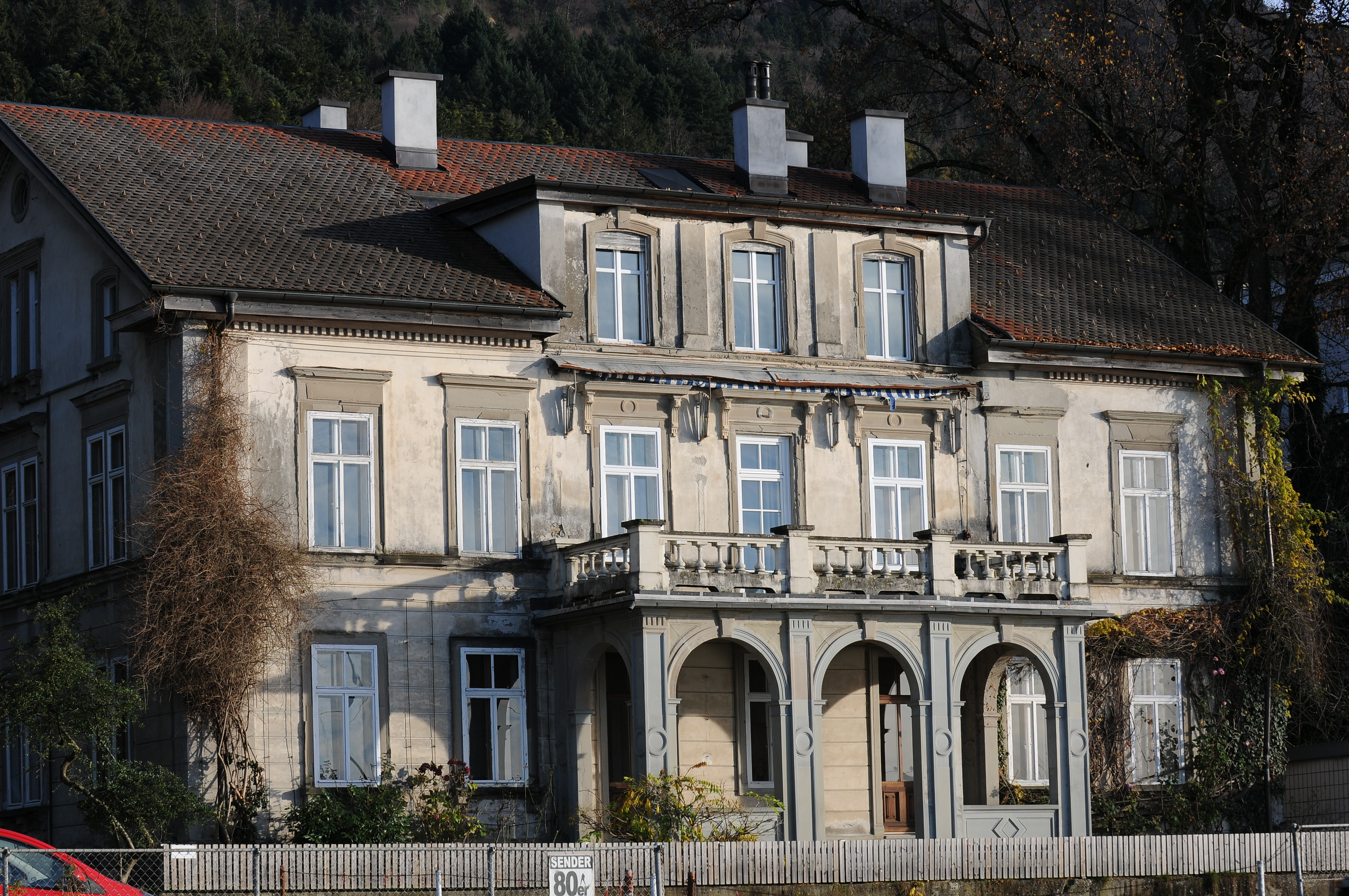
Villa Mauthe in Lochau

Friedrich Mauthe war als Buchhändler und Gemischtwarenhändler tätig. 1844 gründete er zusammen mit seiner Frau Marie (geb. Kienzle) in Schwenningen eine Firma, die spätere Friedrich Mauthe GmbH, die zunächst Uhrenteile, Uhrmacherwerkzeug und Zubehör herstellte. Ab 1850 wurden zusätzlich auch Schwarzwälder Uhren aus dem heimischen Hausgewerbe vertrieben. Ab Ende 1860 wurde mit der Fertigung eigener Uhrwerke für Wanduhren begonnen.
Seine Söhne Christian (1845–1909) und Jakob (1847–1915) übernahmen 1876 die Leitung des Familienbetriebes und erweiterten das Sortiment. 1896 erwarben sie die Villa Mauthe in Lochau.
Der Sohn des Bruders seiner Frau war Jakob Kienzle, für den er die Vormundschaft übernahm, als dieser im Alter von drei Monaten den Vater verlor.